# Artedidraco mirus
Artedidraco mirus är en fiskart som beskrevs av Lönnberg, 1905. Artedidraco mirus ingår i släktet Artedidraco och familjen Artedidraconidae. Inga underarter finns listade i Catalogue of Life.

## Bildgalleri